# Diebach
Diebach è un comune tedesco di 1 137 abitanti, situato nel land della Baviera.